# پراکندگی سرعت

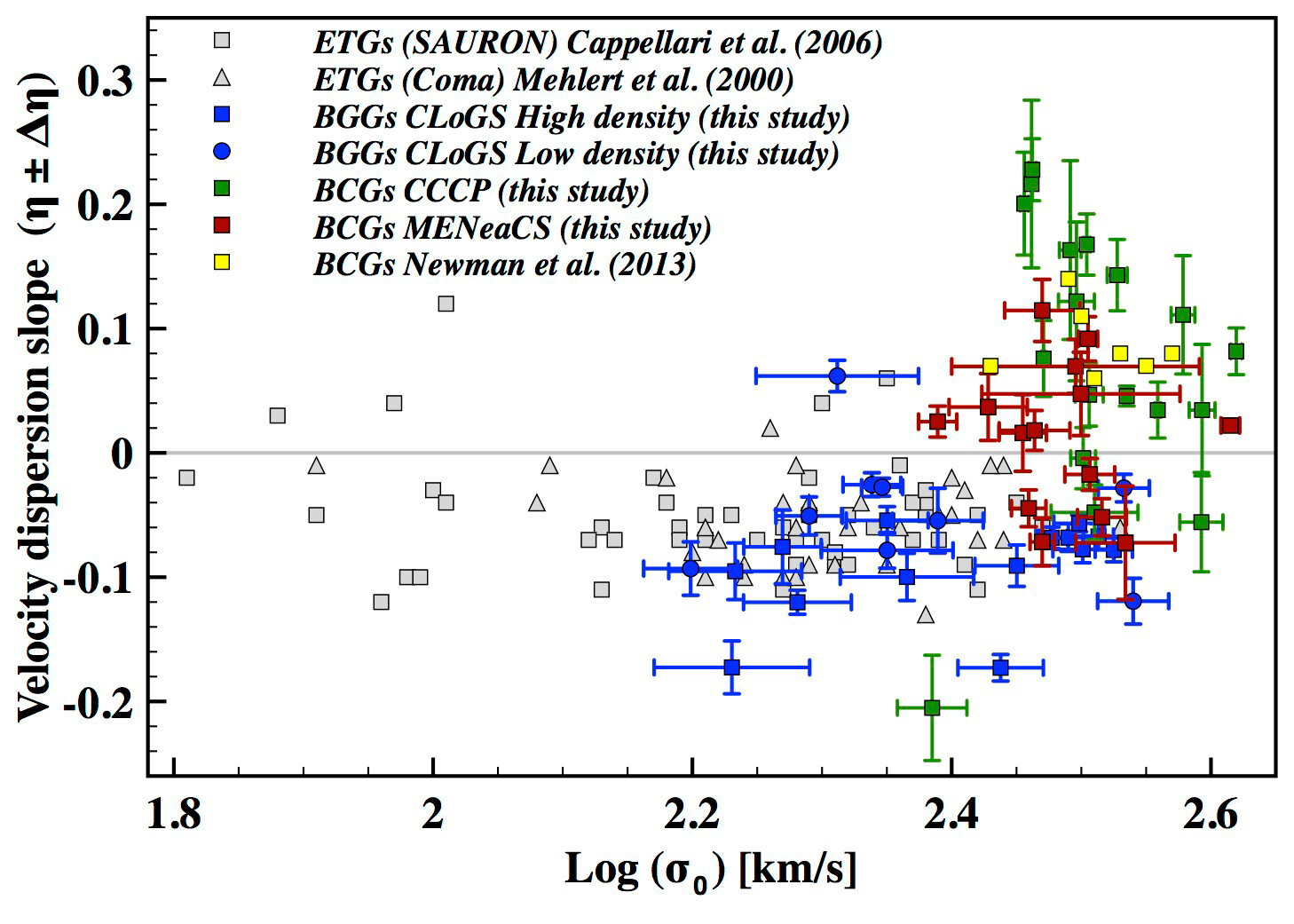
طرح‌واره‌ای که شیب η پروفیل «پراکندگی سرعت» در برابر پراکندگی سرعت مرکزی σ 0 برای کهکشان‌ها در چندین نمونهٔ مختلف، ترسیم‌شده است. نقاط آبی روشن‌ترین کهکشان‌ها را در گروه‌های (BGG) با چگالی زیاد (مربع) و کم (دایره‌ها) نشان می‌دهند، در حالی‌که نقاط سبز، قرمز و زرد نشان‌دهندهٔ درخشان‌ترین کهکشان‌های خوشه‌ای (BCG) در نمونه‌های مختلف خوشه‌های کهکشانی هستند. همچنین نقاط خاکستری «کهکشان‌های نوع اولیه» (ETG) را نشان می‌دهند. اگر پراکندگی سرعت با شعاع کاهش یابد، شیب η منفی و اگر افزایش یابد مثبت است. بنابراین، BCG های عظیم تمایل دارند که پروفیل.های در حال افزایش داشته‌باشند، با سرعت‌های ستاره‌ای که به پتانسیل خوشه در شعاع‌های بزرگتر، پاسخ می‌دهند.

پراکندگی سرعت (انگلیسی: Velocity dispersion) در اخترشناسی، اشاره به تغییرپذیری آماری اندازه‌های سرعت‌ها حول اجرام خوشه‌ای مانند خوشه‌های باز، خوشه‌های کروی، کهکشان‌ها، خوشه‌های کهکشانی و ابرخوشه‌ها است. میانگین پراکندگی سرعت (σ) «سیگما» را با اندازه‌گیری سرعت‌های شعاعی اعضای گروه از طریق طیف‌سنجی نجومی، می‌توان به عنوان پراکندگی سرعت آن گروه تخمین زد و برای استخراج جرم گروه از قضیه ویریال استفاده کرد. سرعت شعاعی با اندازه‌گیری پهنای دوپلر خطوط طیفی مجموعه‌ای از اشیاء به‌دست می‌آید. هرچه سرعت شعاعی بیشتر باشد، پراکندگی آنها با دقت بیشتری شناخته می‌شود. پراکندگی سرعت مرکزی σ از نواحی داخلی یک جسم گسترده مانند یک کهکشان یا خوشه اشاره دارد.
رابطه بین پراکندگی سرعت و ماده (یا تشعشعات الکترومغناطیسی مشاهده شده ساطع شده از این ماده) در نجوم بر اساس جسم (های) مورد مشاهده، اشکال مختلفی دارد. به عنوان مثال: رابطه ام سیگما رابطهٔ (M-σ) برای مواد در حال چرخش سیاهچاله‌ها، رابطه فابر-جکسون برای کهکشان‌های بیضوی، و رابطه تالی-فیشر برای کهکشان‌های مارپیچی استفاده می‌شود. برای مثال، σ یافت شده برای اجرام در مورد سیاه‌چاله ابرپرجرم راه شیری (SMBH) حدود ۱۰۰ کیلومتر بر ثانیه است.
کهکشان آندرومدا (مسیه ۳۱) میزبان یک سیاه‌چاله کلان‌جرم حدود ۱۰ برابر بزرگتر از کهکشان ما است و دارای سرعت «σ ≈ ۱۶۰» کیلومتر بر ثانیه است.